# Paleocè
| Període                                       | Època    | Estatge      | Edat (Ma)    | Edat (Ma)    |
| --------------------------------------------- | -------- | ------------ | ------------ | ------------ |
| Neogen                                        | Miocè    | Aquitanià    | (més recent) | (més recent) |
| Paleogen                                      | Oligocè  | Catià        | 27,82        | 27,82        |
| Paleogen                                      | Oligocè  | Rupelià      | 33,9         | 33,9         |
| Paleogen                                      | Eocè     | Priabonià    | 37,2         | 37,2         |
| Paleogen                                      | Eocè     | Bartonià     | 40,4         | 40,4         |
| Paleogen                                      | Eocè     | Lutecià      | 48,6         | 48,6         |
| Paleogen                                      | Eocè     | Ipresià      | 55,8         | 55,8         |
| Paleogen                                      | Paleocè  | Thanetià     | 58,7         | 58,7         |
| Paleogen                                      | Paleocè  | Selandià     | 61,6         | 61,6         |
| Paleogen                                      | Paleocè  | Danià        | 66,0         | 66,0         |
| Cretaci                                       | Superior | Maastrichtià | (més antic)  | (més antic)  |
| Comissió Internacional d'Estratigrafia (2023) |          |              |              |              |

El Paleocè o Paleocé és l'època geològica que començà fa 66,0 milions d'anys i s'acabà fa 56,0 milions d'anys. Es tracta de la primera època del període Paleogen i de l'era del Cenozoic, que encara dura. El seu nom deriva de la paraula grega antiga παλαιός (paleós), que significa ‘antic’, i el nom de l'Eocè, l'època que segueix el Paleocè, i en el seu conjunt vol dir ‘antic Eocè’.
Se situa entre dos moments clau de la història de la Terra: l'extinció del Cretaci-Paleogen, que fou provocada per un impacte d'asteroide i, possiblement, un episodi de vulcanisme i conduí a la desaparició d'un 75% de les espècies d'aquell temps, incloent-hi els dinosaures no aviaris; i el màxim tèrmic del Paleocè-Eocè (MTPE), un esdeveniment climàtic de gran envergadura en el qual entre 2.500 i 4.500 gigatones de carboni foren alliberades a l'atmosfera i els sistemes oceànics amb, com a resultat, una forta pujada de les temperatures globals i una major acidificació dels oceans.

## Subdivisions
El Paleocè se subdivideix en Paleocè inferior, Paleocè mitjà i Paleocè superior, cadascun dels quals correspon a un dels tres estatges faunístics que componen aquesta època. Aquests estatges faunístics són:
- Danià: començà fa 66,0 milions d'anys amb la fi de l'extinció del Cretaci-Paleogen, una extinció massiva que eliminà aproximadament la meitat de les espècies vivents en aquell temps, entre les quals es poden destacar els dinosaures no aviaris, i que marcà la fi del Mesozoic. Estratigràficament, el seu inici queda marcat per una anomalia causada per un nivell particularment alt d'iridi. S'acabà fa 61,6 milions d'anys i el seu nom, encunyat el 1847 pel geòleg suís Pierre Jean Édouard Desor, fa referència a Dinamarca.[2]

- Selandià: començà fa 61,6 milions d'anys. És en aquest període que apareixen els plesiadapiformes, un ordre d'euarcontoglirs molt propers als primats i que, segons alguns, podrien ser-ne els avantpassats. També fou en aquest estatge que aparegueren els primers primats autèntics, com ara els del gènere Teilhardina. Estratigràficament, el seu final queda marcat per una cronozona de polaritat magnètica. S'acabà fa 59,2 milions d'anys i el seu nom, encunyat el 1924 pel geòleg danès Alfred Rosenkrantz, fa referència a l'illa principal de Dinamarca, Sjælland.[3]

- Thanetià: començà fa 59,2 milions d'anys. És l'últim estatge faunístic del Paleocè, i el màxim tèrmic del Paleocè-Eocè, un episodi d'escalfament global altament intens i ràpid (en un context geològic) tingué lloc a l'acabament del període. Estratigràficament, el seu inici queda marcat per una de les aparicions més inferiors del nanofòssil calcari Chiasmolithus oamaruensis. El seu inici queda marcat per una cronozona de polaritat magnètica. El seu final queda marcat per la base d'una excursió d'isòtops negatius de carboni. S'acabà fa 56 milions d'anys i el seu nom, encunyat el 1874 pel geòleg suís Eugène Renevier, fa referència als estrats situats a prop de l'Illa de Thanet (Kent, Regne Unit).[4]

## Paleoclima

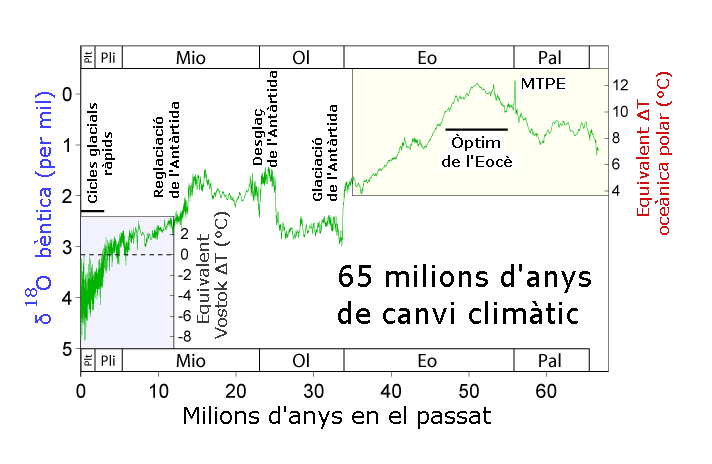
Aquest gràfic mostra el gran augment en les temperatures a l'acabament del Paleocè, en contrast amb les temperatures més baixes de la primera meitat de l'època.

El Paleocè començà amb un clima més fred i sec que el de l'època anterior, el Cretaci. Les temperatures mitjanes eren entre 2° i 3 °C més baixes que en el Maastrichtià (l'últim estatge faunístic del Cretaci), però fins i tot així eren significativament més altes que en l'actualitat. Les variacions estacionals eren relativament poc importants, igual que les variacions entre diferents latituds (gradient tèrmic). Les poques glaceres existents estaven pràcticament limitades a l'Antàrtida.
Cap a l'acabament d'aquest període, la temperatura del planeta augmentà en un dels escalfaments globals més ràpids (en un context geològic) i extrems registrats a la història geològica, anomenat màxim tèrmic del Paleocè-Eocè. Fou un episodi d'escalfament ràpid i intens (de fins a 7 °C a latituds altes) que durà menys de cent mil anys. El màxim tèrmic provocà una gran extinció que serveix per distingir la fauna de l'Eocè de la del Paleocè. És possible que aquest intens escalfament es degués a l'alliberament de clatrats de metà enterrats al fons marí. Es creu que els sediments en què es trobaven emmagatzemats aquests clatrats foren pertorbats a mesura que els oceans s'escalfaven, i el metà que contenien provocà l'augment de les temperatures globals. S'estima que s'alliberaren unes dues mil gigatones de metà, un gas amb un efecte hivernacle més de deu vegades superior al del diòxid de carboni.
Aquest augment de les temperatures feu que el clima esdevingués no només més càlid sinó també més humit, permetent que hi hagués vegetació subtropical a Groenlàndia o la Patagònia, cocodrils a la costa de Groenlàndia, i que evolucionessin els primers primats als boscos tropicals de Wyoming septentrional. Els pols eren frescs i temperats; Nord-amèrica, Europa, Austràlia i Sud-amèrica meridional eren càlids i temperats; les zones equatorials tenien climes tropicals, i al nord i al sud de l'equador, el clima era calent i àrid.

## Paleogeografia
La tercera i última gran fase de la fragmentació del supercontinent Pangea tingué lloc a principis del Cenozoic, entre el Paleocè i l'Oligocè. Laurència (Nord-amèrica i Groenlàndia) continuà separant-se d'Euràsia i eixamplant el jove oceà Atlàntic, tot i que es creu que encara hi havia una connexió entre ambdues masses terrestres. Mentre l'Atlàntic creixia, l'ancestral oceà de Tetis continuà tancant-se a causa de l'aproximació dels continents africà i eurasiàtic.
Sud-amèrica i Nord-amèrica romangueren separades per mars equatorials, i no quedarien unides fins a la segona meitat del Neogen; els components de l'antic supercontinent meridional de Gondwana continuaren separant-se, i Àfrica, Sud-amèrica, l'Antàrtida i el continent australià s'allunyaren els uns dels altres. Àfrica es mogué cap al nord vers Europa, tancant lentament l'oceà de Tetis, i el subcontinent indi començà la seva deriva vers Àsia, que conduiria a una col·lisió tectònica i a la formació de l'Himàlaia.
Els mars epicontinentals que cobrien part de Nord-amèrica (el mar Niobrarà) i d'Europa minvaren a principis del Paleocè, obrint nous hàbitats per la nova fauna i flora terrestre.

### Orogènesi

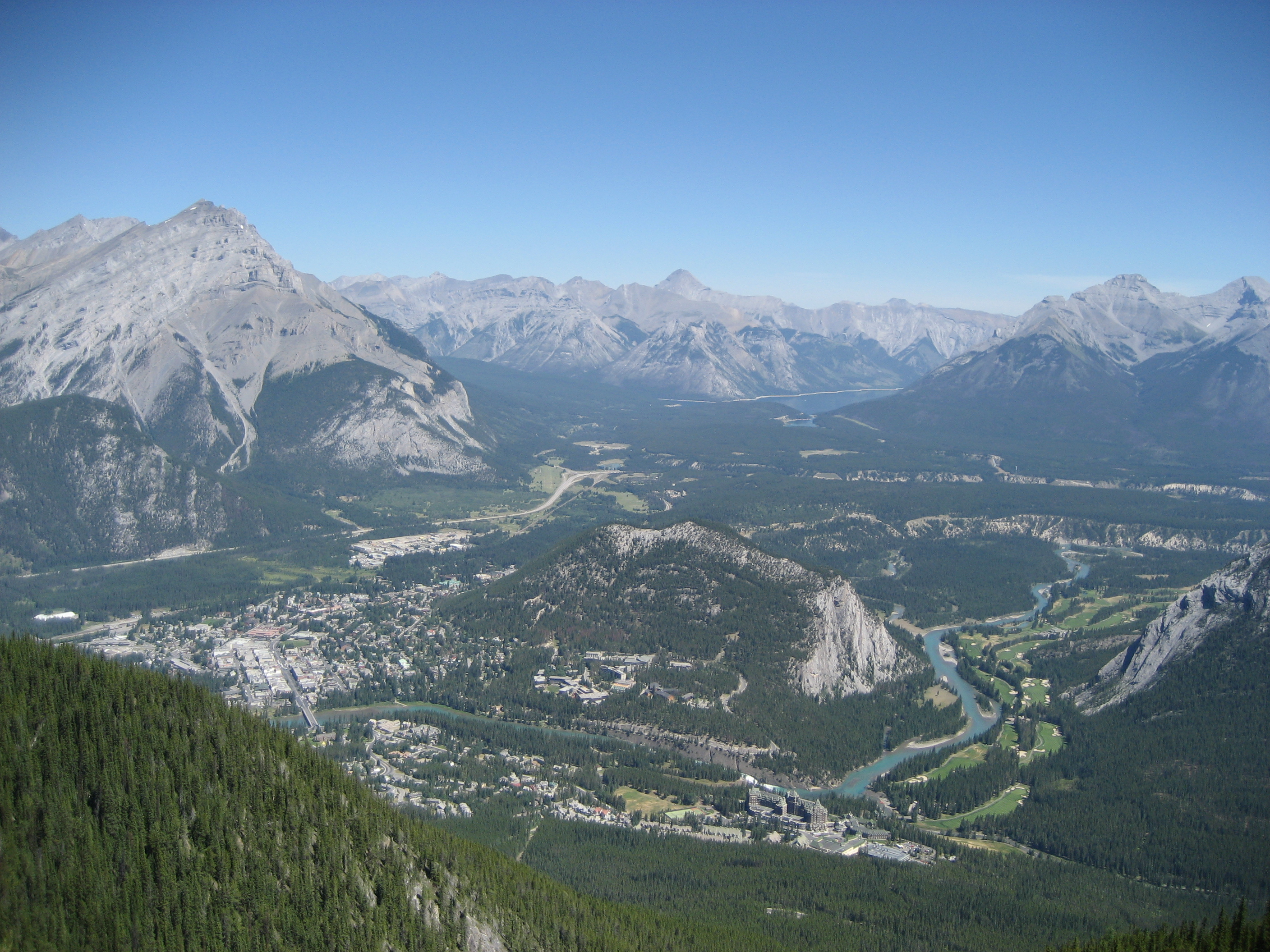
La serralada de les muntanyes Rocoses, que ressegueix a grans trets la divisòria continental nord-americana, acabà de formar-se al Paleocè.

El Terciari fou un període d'intensa activitat orogènica. Durant l'anomenada orogènesi laramidiana es formaren les muntanyes de l'oest americà, des d'Alaska fins al nord de Mèxic. Les muntanyes Rocoses en són l'exemple més cèlebre, però durant aquest episodi orogènic també es formaren serralades com ara les muntanyes Laramie de l'est de Wyoming o les Black Hills de Dakota del Sud.
Aquest procés, que havia començat al Cretaci superior fa aproximadament setanta milions d'anys, no fou continu sinó que es desenvolupà en una sèrie de polsos. El pols de principis del Paleocè quedà enregistrat en el registre geològic de les Black Hills en forma d'una línia de roques ígnies que s'estén pel nord de la serralada. A les muntanyes Rocoses, el pols orogènic del Paleocè també es pot identificar per les roques volcàniques.
Aquesta orogènia se sol atribuir a esdeveniments davant la costa occidental de Nord-amèrica, on la placa Farallon estava lliscant per sota la placa nord-americana. La majoria d'hipòtesis suggereixen que l'angle de subducció esdevingué més baix i que, a conseqüència d'això, no hi hagué magmatisme al centre de l'oest del continent, i de fet, la litosfera oceànica subjacent causà arrossegament a la base de la litosfera continental superjacent. Una de les causes del baix angle de subducció podria haver estat un ritme de convergència de plaques superior. Una altra causa proposada és la subducció d'escorça oceànica gruixuda.

## Fauna

### Ocells

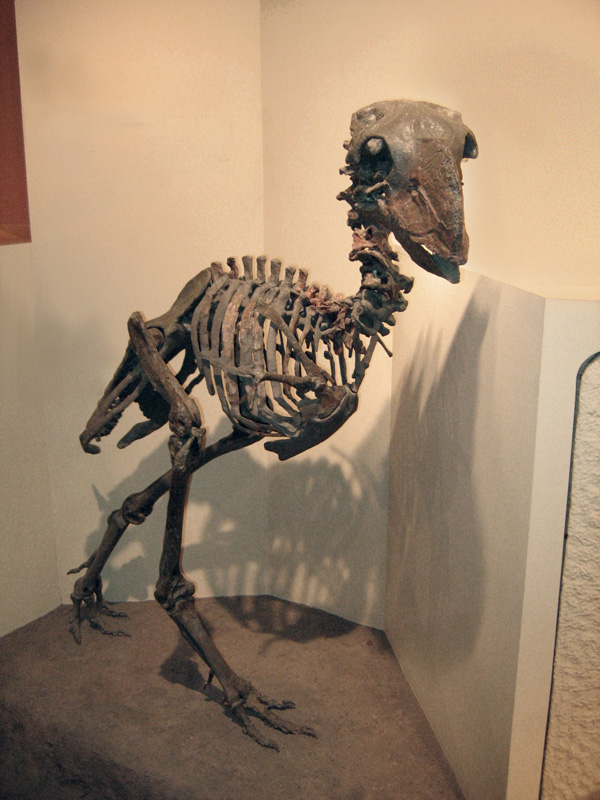
Lliures del domini dels dinosaures, els ocells ocuparen la posició de predadors dominants durant el Paleocè.

L'extinció del Cretaci-Paleogen marcà un punt d'inflexió, a partir del qual ocells més primitius com ara Ichthyornis, Confuciusornis o Hesperornis, que havien estat les formes dominants durant el Cretaci, deixaren el seu lloc al grup d'ocells moderns (subclasse Neornithes). Una de les diferències clau d'aquest canvi residia en el fet que, mentre que la majoria d'aus mesozoiques posseïen dents, les aus modernes són desdentades. La radiació evolutiva dels neògnats podria haver tingut lloc també durant el Paleocè, com ho suggereix el registre fòssil, però això es contradiu amb les dades genèticomoleculars, que apunten a una radiació anterior en el temps.
Els primers pingüins visqueren a la regió meridional de Nova Zelanda i la Terra de Marie Byrd (Antàrtida), que en aquell temps estaven separades per només 1.500 km, un terç de la seva distància actual. Waimanu manneringi, el representant més antic conegut d'aquest clade, data del Danià de Nova Zelanda, fa seixanta-dos milions d'anys. Mentre que no estava tan ben adaptat a la vida aquàtica com els pingüins moderns, Waimanu s'assemblava als gaviformes però ja havia perdut la capacitat de volar, i tenia ales curtes adaptades per capbussar-se a les profunditats. Aquests animals nedaven a la superfície principalment per mitjà de les potes, però les seves ales (a diferència de la majoria d'altres aus que es capbussen, tant vivents com extintes) ja presentaven adaptacions a la locomoció submarina.
Els paleògnats també aparegueren a principis del Paleocè, descendint d'un avantpassat comú que visqué al Cretaci molt tardà. Es tracta d'ocells amb colls llargs i potes llargues, molt millor adaptats per córrer que per volar. De fet, amb una única excepció, cap dels paleògnats actuals no pot volar; l'exemple més cèlebre és l'estruç. Tanmateix, els paleògnats basals del Paleocè encara no havien perdut aquesta capacitat, i la conservarien fins a mitjans de l'Eocè. Diogenornis és un dels paleògnats d'aquesta època.
Entre els grups de neògnats que aparegueren per primer cop durant el Paleocè, s'hi troben els forusràcids (o «aus terrorífiques», grans aus carnívores que eren els depredadors alfa dels seus ecosistemes), els mussols o els anseriformes (ànecs i oques, per exemple). Per la majoria d'ordres d'aquesta subclasse no es coneixen restes fòssils inequívoques fins a l'època de l'Eocè, però la visió més estesa dins la comunitat paleontològica és que ja existien al Paleocè, i en el cas dels gal·loanseris, fins i tot al Cretaci.

### Mamífers
La diversificació dels mamífers, que havia començat aproximadament trenta milions d'anys abans de la fi del Cretaci, es frenà amb l'extinció K-Pg. Les investigacions actuals indiquen que la majoria dels mamífers no es diversificaren explosivament immediatament després de l'extinció, malgrat els nínxols alliberats per l'extinció dels dinosaures. En canvi, entre els ordres de mamífers que sembla que sí que es diversificaren des del principi mateix del Paleocè es troben els quiròpters (rates-pinyades) i els artiodàctils (un grup divers que comprèn els cetacis i els artiodàctils), tot i que les investigacions més recents només confirmen la diversificació dels marsupials. Al principi del període, les masses continentals de la Terra es trobaven relativament aïllades, cosa que permeté l'evolució de faunes pròpies a cada continent, i afavorí, per exemple, el desenvolupament de la fauna marsupial d'Austràlia. Cap al final del període, tanmateix, començà un episodi de migració de formes noves des d'Àsia cap a la resta d'Euràsia, encetant un procés de substitució faunística que arribaria al seu punt àlgid després de la Grande Coupure de l'Eocè.

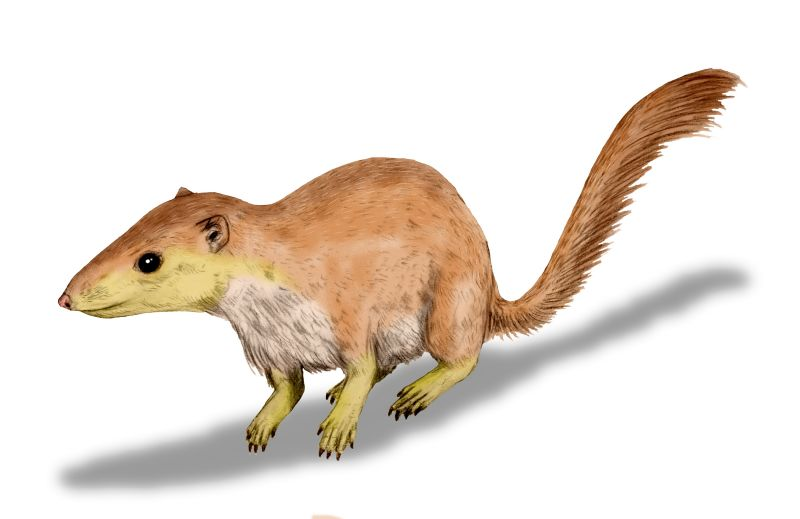
Purgatorius, el representant més antic conegut de l'ordre dels primats, aparegué a Nord-amèrica a la fi del Cretaci i sobrevisqué fins a principis del Paleocè.

Els indicis fòssils del Paleocè són escassos, de manera que es coneix relativament poc sobre els mamífers d'aquesta època. A causa de la seva petitesa (que es mantingué fins a la fi de l'època), els ossos d'aquests mamífers no es preserven fàcilment en el registre fòssil, i gran part del que se'n coneix és gràcies a fòssils de dents (que resisteixen molt millor el pas del temps), així com uns pocs esquelets. Els mamífers del Paleocè encara no tenien dents o membres especialitzats, i el seu quocient d'encefalització era bastant baix; en comparació a formes posteriors, se'ls considera primitius o arcaics.
Els perissodàctils aparegueren menys de deu milions d'anys després de l'extinció K-Pg. Ràpidament es convertiren en el grup dominant d'ungulats, havent-se adaptat millor a la densa vegetació dels ecosistemes del Paleocè que no pas els avantpassats dels artiodàctils. El seu aparell digestiu (que processa la cel·lulosa a l'intestí, a diferència d'altres ungulats que la processen a l'estómac), també representà un avantatge pels perissodàctils, que pogueren aprofitar millor les plantes dominants a la primera part del Paleogen.
Durant el Paleocè, els primats (que ja havien aparegut al Cretaci) continuaren evolucionant pel camí que portaria a l'evolució dels haplorrins a principis de l'Eocè. Aquests primats representen un pas clau en l'evolució dels humans; malgrat un període de gestació similar, els nounats haplorrins són relativament més grans que la resta de primats, però són més dependents de la seva mare. Aquesta diferència en mida i dependència reflecteix la major complexitat del seu comportament i intel·ligència.
Finalment, els primers fòssils que es poden definir amb certesa com a quiròpters daten de l'Eocè molt primerenc, però presenten característiques avançades que fan que la majoria de paleontòlegs considerin que l'ordre ja havia aparegut durant el Paleocè. En aquells temps, l'únic subordre de rates-pinyades existent era el dels microquiròpters, que es diferencien dels megaquiròpters en el seu ús de l'ecolocalització, la manca d'urpa al segon dit de les potes anteriors, i el seu pelatge molt menys dens, entre d'altres. Tanmateix, el material fòssil no permet saber si aquestes rates-pinyades primitives ja havien desenvolupat la capacitat d'ecolocalització, o si aquest fou un tret que aparegué més endavant.

### Peixos

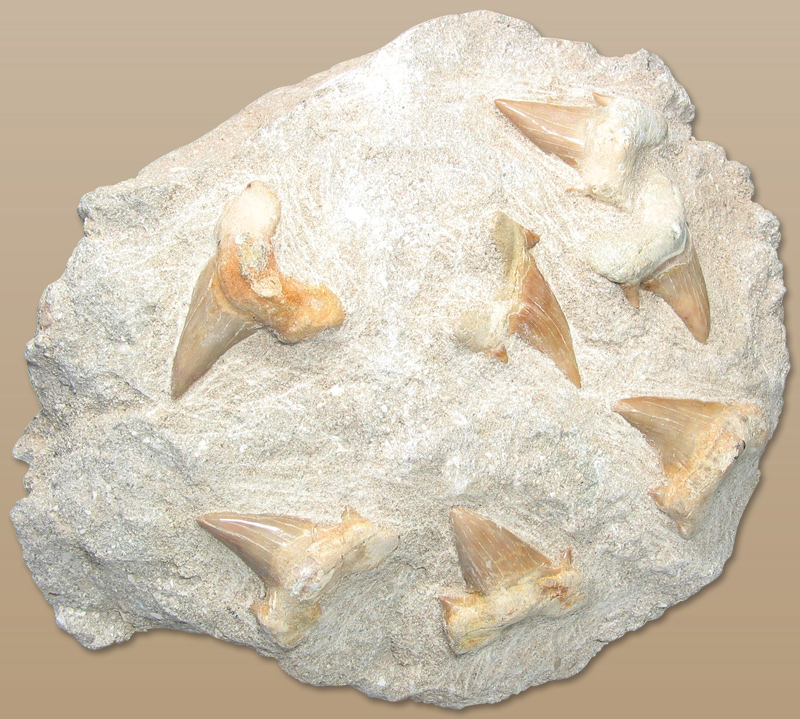
Dents dOtodus obliquus.

El Paleocè fou una època en què els taurons lamniformes es diversificaren notablement. Un dels factors que hi contribuïren fou l'extinció dels grans rèptils marins, els plesiosaures, mosasaures i pliosaures, que havien estat els depredadors dominants dels ecosistemes marins durant tot el Mesozoic. Una de les espècies més destacables fou Otodus obliquus, un tauró que podia mesurar fins a nou metres de longitud i que s'alimentava de mamífers marins, peixos i altres taurons. Molts paleontòlegs creuen que O. obliquus és l'avantpassat de la família de taurons del gènere Charcharocles i, per tant, que està relacionat amb el tauró depredador més gran que mai hagi existit, C. megalodon. D'altres, en canvi, relacionen Otodus amb el tauró blanc, però cada cop hi ha més indicis que Otodus és molt més proper C. megalodon.
Un altre peix que aparegué a la fi del Paleocè fou Mene, un actinopterigi de l'ordre dels perciformes que encara viu avui en dia. L'espècie més antiga, M. purdyi del Paleocè del Perú, ja presenta una semblança amb espècies posteriors, com M. rhombea, del jaciment de Monte Bolca; o fins i tot l'única espècie vivent del gènere, M. maculata. Altres peixos que visqueren durant aquesta època són Congorhynchus, Ischyodus o Pycnodus.

### Rèptils

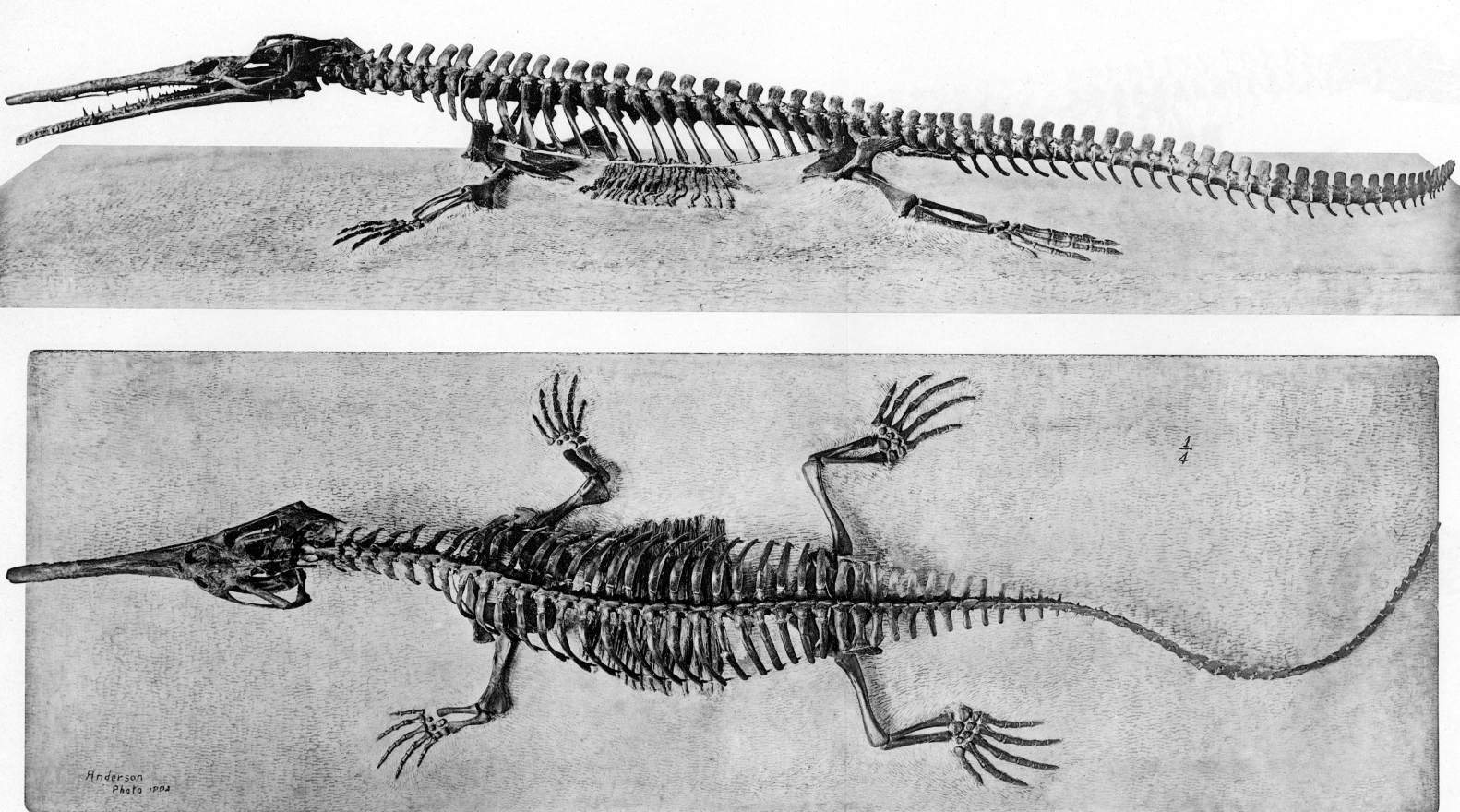
Esquelet de Champsosaurus

Amb la molt notable excepció dels dinosaures no aviaris, els rèptils passaren prou bé l'extinció del Cretaci-Paleogen. El 80% de les tortugues de la fi del Cretaci sobrevisqueren l'extinció, i no se n'extingí ni una sola família; de fet, les sis famílies presents a la fi del Cretaci encara són vivents avui en dia. Els lepidosaures (serps, llangardaixos i amfisbenis) i els coristoders també sobrevisqueren, tot i que aquests últims s'extingirien al Miocè. Entre les serps del Paleocè es troba Titanoboa cerrojensis, la serp més gran de tots els temps. Titanoboa visqué a Colòmbia fa 60-58 milions d'anys i mesurava 13 metres de llarg, un metre de gruix i pesava 1.100 quilograms.
Tot i la seva gran mida, un desavantatge durant l'extinció del Cretaci-Paleogen, la meitat de famílies de crocodilomorfs sobrevisqueren a aquest esdeveniment. Les espècies més grosses, com ara Deinosuchus, s'extingiren, però la resta tingué recursos que els permeteren resistir. Algunes d'aquestes adaptacions són el seu mode de vida aquàtic i la seva capacitat d'excavar (que haurien reduït la seva vulnerabilitat als efectes ambientals negatius de l'extinció); el fet que nombroses espècies viuen en aigua dolça, un ecosistema que quedà menys afectat per l'extinció que els ecosistemes marins; la seva capacitat de resistir mesos sense menjar; i el fet que s'alimenten d'invertebrats, organismes morts o detritus durant els primers anys de la seva vida.
És per això que els fòssils més representatius de rèptils del Paleocè pertanyen a crocodilomorfs: en són exemples Arambourgisuchus, Chenanisuchus o Argochampsa, tots del Paleocè del Marroc; els gèneres nord-americans Wannaganosuchus i Borealosuchus; o Pristichampsus, un eosuc amb importants adaptacions a la vida terrestre i que podria haver-se mogut a dues potes.

### Invertebrats
Malgrat l'extinció dels ammonits i de nombrosos grups de foraminífers a la fi del Cretaci, el principi del Paleocè fou un període molt ric en invertebrats marins. En són exemples:
| - Braquiòpodes - Discinisca - Kingena - Terebratula | - Equinoderms - Echinocorys - Linthia - Metopaster - Pentacrinites - Phymosoma - Stauranderaster - Temnocidaris - Tylocidaris | - Mol·luscs - Clavilithes - Ficopsis - Neithea - Oxytoma - Rimella - Teredina - Tessarolax - Volutospina - Whiteavesia |

### Restes de dinosaures
Alguns investigadors han afirmat que alguns dinosaures no aviaris sobrevisqueren fins al Paleocè, i que per tant l'extinció dels dinosaures fou gradual. Els seus arguments es basen en els descobriments de restes de dinosaures a la formació de Hell Creek fins a 1,3 metres (equivalents a 40.000 anys) per sobre del límit Cretaci-Terciari. S'han fet descobriments similars a altres parts del món, com ara la Xina.
Recentment, s'han trobat possibles indicis d'un Dead Clade Walking. L'any 2001, en unes mostres de pol·len trobades a prop d'un fèmur d'hadrosaure fossilitzat descobert a l'Ojo Alamo Sandstone del riu San Juan, es trobaren indicis que indiquen que l'animal visqué en el Terciari, fa uns 64,5 milions d'anys; és a dir, aproximadament un milió d'anys després de l'extinció K-Pg. Molts científics, tanmateix, consideren que els «dinosaures del Paleocè» estan pertorbats, és a dir, que l'erosió els tragué de la seva situació original i foren enterrats de nou en sediments molt més recents. Un argument de pes contra aquesta teoria seria el descobriment d'un esquelet complet, o com a mínim amb alguns ossos pertanyents al mateix exemplar, per sobre del límit K-Pg. Fins ara no s'ha tingut notícia d'un tal descobriment.

## Flora
En alguns indrets, els estrats terrestres del Paleocè situats immediatament a sobre del límit K-Pg estan marcats per un «pic de falgueres», una capa especialment rica en fòssils d'aquest tipus de plantes. Les falgueres són sovint les primeres espècies a colonitzar àrees devastades per incendis forestals; així doncs, el pic de falgueres representa el moment posterior a la devastació de l'impacte que formà el cràter de Chicxulub.

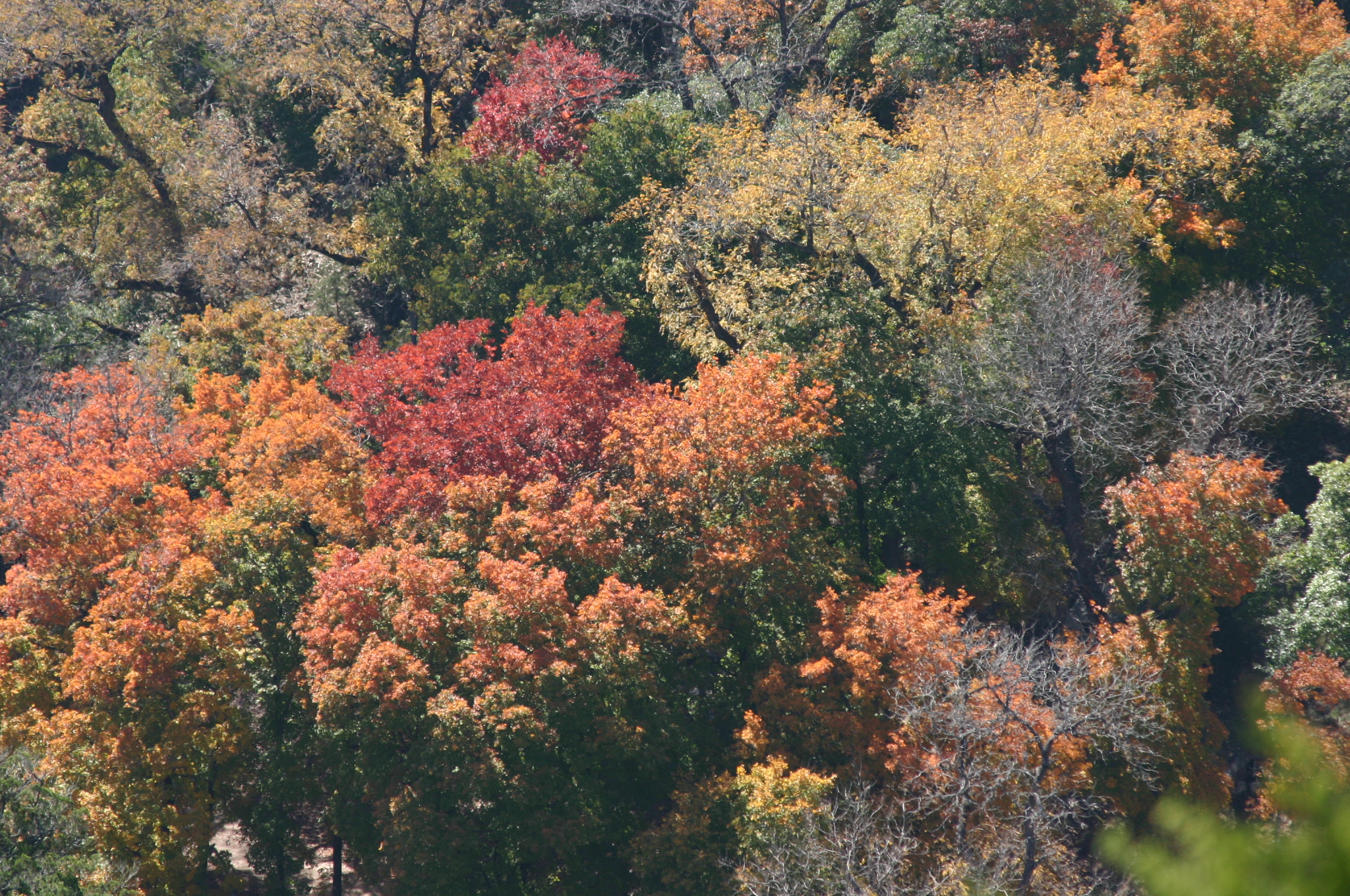
Els primers boscos caducifolis aparegueren a principis del Terciari.

Durant el Paleocè, les altes temperatures i els oceans càlids crearen un ambient húmid i calorós, amb boscos que s'estenien de pol a pol. Excepte els deserts més secs, la Terra devia estar completament coberta de boscos. La immensa majoria de fòssils de vegetals del Paleocè (o d'èpoques posteriors) poden assignar-se o bé a un tàxon modern o bé a un de molt proper. Els angiopermes (o plantes amb flors), que havien aparegut al Cretaci, s'escamparen arreu del món, gràcies en gran part a la seva estreta relació amb insectes pol·linitzadors com les abelles, les papallones o les vespes.
El Paleocè també fou testimoni de l'aparició dels primers boscos caducifolis, així com els primers passos en l'evolució de les poàcies, que establiria les herbes com a plantes dominants del planeta a mitjans del Cenozoic. Els primers fòssils que es poden definir amb tota certesa com a herbes daten del Paleocè superior de Nord-amèrica, fa un xic més de 55 milions d'anys, tot i que s'han trobat partícules minerals en copròlits de dinosaures del Maastrichtià que podrien haver estat produïdes per herbes o altres plantes similars.

## Canvis després de l'extinció K-Pg

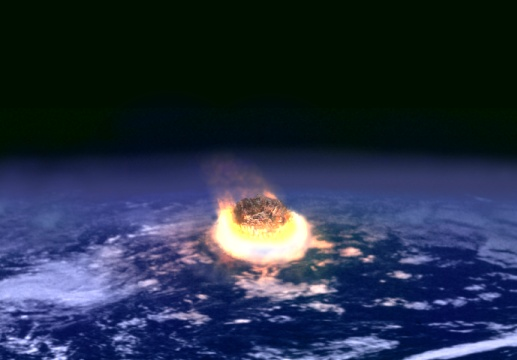
Representació artística d'un impacte meteòric de gran magnitud.

La teoria més estesa sobre la causa de l'extinció K-Pg és la caiguda d'un meteorit al golf de Mèxic, que hauria impactat amb una energia de 100 teratones (10¹⁴ tones) de TNT; una potència dos milions de vegades superior a la de l'arma nuclear més potent mai fabricada. Altres teories apunten al vulcanisme que creà els trapps del Dècan o a un dràstic descens del nivell del mar, però fos quina fos la causa de l'extinció, aquesta fou massiva i exterminà aproximadament la meitat d'espècies vivents. Amb la desaparició de la pràctica totalitat de les espècies de mida superior a la d'un gat, i encara més important, amb l'extinció dels dinosaures no aviaris i altres rèptils que havien dominat el món durant 160 milions d'anys (com els pterosaures o plesiosaures), una immensa quantitat de nínxols ecològics quedaren disponibles per les espècies que havien sobreviscut, oferint-los la possibilitat de diversificar-se com mai abans. Tanmateix, aquest procés de diversificació no fou sempre ràpid, i alguns nínxols tardaren diversos milions d'anys a ser ocupats de nou.
Els mamífers euteris foren sens dubte els que aprofitaren millor aquesta obertura de nínxols ecològics. Abans de l'extinció K-Pg, eren majoritàriament petits animals insectívors, de mida i forma similars a les de les musaranyes actuals. En els primers milions d'anys del Cenozoic, aquest grup es diversificà enormement, i la majoria d'ordres actuals se separaren dels euteris basals durant el Paleocè.
El mar també fou escenari de grans canvis entre el final del Cretaci i el principi del Paleocè. Els plesiosaures i ictiosaures, que havien dominat els mars de la Terra des del període Triàsic, desaparegueren, tornant el domini dels oceans als taurons. Els taurons conservarien el lloc com a depredadors alfa dels hàbitats marins fins a l'aparició dels primers cetacis al període Eocè. Juntament amb els plesiosaures s'extingiren la seva font principal d'aliment, els belemnoïdeus i els ammonits; l'únic grup de cefalòpodes amb closca que sobrevisqué l'extinció K-Pg foren els nàutils. L'altre gran canvi al mar fou l'adaptació de nous tipus d'eriçons de mar i de foraminífers, que prengueren el lloc dels que s'havien extingit.
A l'aire, l'extinció dels pterosaures significà la desaparició dels animals voladors més grans de tots els temps, incloent-hi Quetzalcoatlus i Hatzegopteryx. L'animal volador més gran que ha existit des d'aleshores, l'ocell Argentavis magnificens del Miocè de l'Argentina, només tenia una envergadura del 50-75% de la dels pterosaures més grans. Tot i que no se sap amb certesa si la seva desaparició es degué directament a l'extinció del K-Pg, no es coneix cap fòssil d'ocell amb dents posterior al Cretaci.

## Màxim tèrmic del Paleocè-Eocè
El màximo tèrmic del Paleocè-Eocè (MTPE, PETM en anglès), fou un canvi climàtic brusc que marcà la fi del Paleocè i l'inici de l'Eocè, fa 55,8 milions d'anys. Fou un dels períodes de canvi climàtic més significatius del Cenozoic, alterant sobtadament la circulació oceànica i atmosfèrica, provocant l'extinció de nombrosos gèneres de foraminífers bentònics i causant grans canvis en els mamífers terrestres, marcant així l'aparició dels llinatges de mamífers actuals.
En a penes 20.000 anys, la temperatura mitjana terrestre augmentà en 6°C, amb un augment corresponent del nivell del mar, així com un escalfament dels oceans. Tot i que l'escalfament podria haver estat provocat per nombroses causes, es creu que les principals foren la forta activitat volcànica i l'emissió de gas metà que es trobava emmagatzemat als clatrats dels sediments oceànics, i que podrien haver intensificat l'escalfament, alliberant a l'atmosfera grans quantitats de carboni empobrit en forma de l'isòtop carboni 13. A més, les concentracions atmosfèriques de CO₂ augmentaren de forma significativa, pertorbant-ne el cicle i causant l'elevació de la isoclina, i l'escàs oxigen a les profunditats oceàniques provocà nombroses extincions al mar.

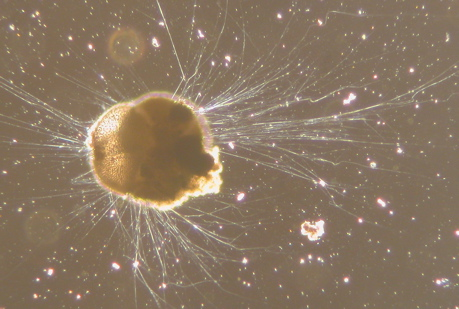
Vista al microscopi del foraminífer bentònic Ammonia tepida. Aquest grup d'organismes fou afectat negativament pel màxim tèrmic del Paleocè-Eocè.

L'MTPE causà l'extinció del 35-50% dels foraminífers bentònics en només uns 1.000 anys, un percentatge més elevat que a l'extinció del Cretaci-Paleogen que s'havia produït uns deu milions d'anys abans. En canvi, els foraminífers planctònics es diversificaren, i els dinoflagel·lats i mamífers prosperaren. També cal destacar l'auge dels bacteris.
Resulta difícil donar una explicació de les extincions dels organismes del fons marí, car moltes d'elles només foren regionals, afectant principalment els organismes distribuïts al nord de l'oceà Atlàntic. Això significa que, al contrari del que passa amb la temperatura, no es poden formular hipòtesis generals de la reducció de l'oxigen, ni de la corrosivitat del carboni a causa dels carbonats insaturats de les profunditats oceàniques. L'únic factor global és l'augment de la temperatura, i sembla que aquest element fou la causa principal de les extincions. En general s'atribueixen les extincions regionals de l'Atlàntic nord a l'alt nivell d'anòxia a les profunditats de les seves aigües (car l'aigua calenta pot contenir menys oxigen dissolt que l'aigua freda).
L'increment dels nivells de CO₂ provocà una acidificació de les aigües superficials que resultà extremament nociva pels coralls. S'ha demostrat experimentalment que també resulta molt perjudicial per al plàncton calcari. Tanmateix, els àcids utilitzats al laboratori per simular l'augment natural de l'acidesa resultant de l'augment de les concentracions de CO₂ podrien haver donat resultats enganyosos. En són una prova els cocolitòfors (almenys Emiliania huxleyi), que esdevingueren més abundants a les aigües acidificades. Al nanoplàncton calcari no se li atribueix cap canvi en la distribució per l'acidificació durant l'MTPE, com fou el cas amb els cocolitòfors. L'acidificació, en canvi, donà lloc a un important augment d'algues calcificades, i també, però en menor mesura, de foraminífers calcaris.
L'augment dels mamífers també és un aspecte interessant, car no s'han trobat proves de cap augment en la taxa d'extinció dels organismes terrestres. Molts dels principals ordres de mamífer sorgiren ràpidament i es propagaren arreu del planeta entre 13.000 i 22.000 anys després de l'inici de l'MTPE. Aquesta diversificació i dispersió dels primats fou un aspecte clau per l'evolució humana.

## Jaciments
Aquests són un parell de jaciments destacats del Paleocè:

### Illa Vega
Illa Vega és una petita illa al nord-oest de l'Illa James Ross, a la península Antàrtica. A causa del fet que s'hi troben nombrosos fòssils tant del Cretaci com del Paleocè, és un jaciment especialment important per la investigació de les conseqüències de l'extinció K-Pg.
La majoria de fòssils trobats a Illa Vega pertanyen a ocells i a dinosaures no aviaris. Durant el segle XX es discutí si els ocells moderns havien viscut al Cretaci juntament amb els seus avantpassats no aviaris, o si, en canvi, la seva radiació evolutiva tingué lloc després de l'extinció dels dinosaures. L'anseriforme Vegavis iaai, un ocell del Maastrichtià descobert el 1992 però que no fou descrit fins al 2005, representà la prova definitiva que els ocells moderns havien aparegut abans del Cenozoic.

### Jaciment de Wannagan Creek
El jaciment de Wannagan Creek és un jaciment situat a Dakota del Nord, als Estats Units. Aquest jaciment del Paleocè mitjà (fa aproximadament seixanta milions d'anys) ha estat estudiat des de fa més de trentadècades. Es creu que representa un paleoambient de boscs i planes baixes pantanoses subtropicals. Tant la flora com la fauna del jaciment estan molt ben preservats.

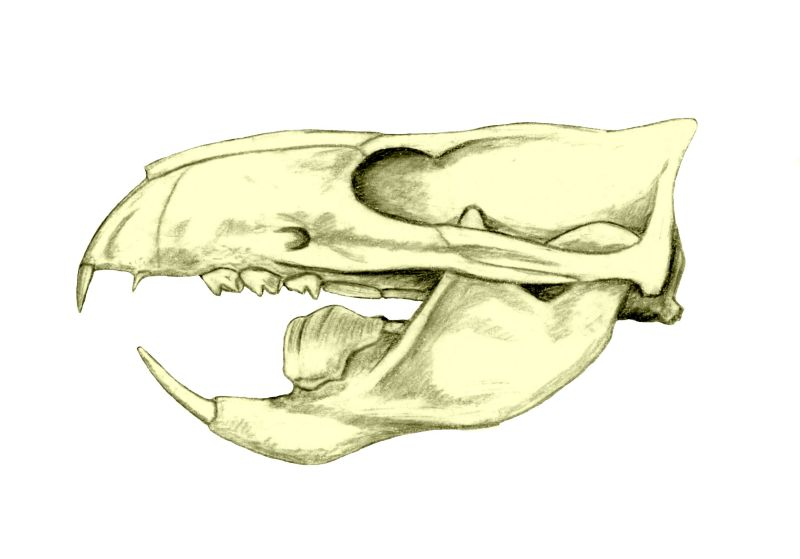
Crani de Ptilodus, un dels mamífers descoberts a Wannagan Creek.

S'hi han trobat molts mamífers. Tots són petits en comparació amb els mamífers moderns, i el més gran té la mida d'una ovella. Entre els mamífers trobats, hi ha: un primat primitiu semblant a un esquirol; Ptilodus, un multituberculat arbori; o Protictis, un viverràvid de la mida d'una mostela que podria haver caçat al sotabosc. El mamífer més gran del jaciment és el condilartre Phenacodus.
Tanmateix, els rèptils són el grup d'animals més comú de Wannagan Creek. Borealosuchus formidabilis, amb una longitud d'uns quatre metres, és l'animal més gran trobat al jaciment. Es creu que Borealosuchus era el depredador alfa d'aquest ecosistema. Champsosaurus gigas és un exemple inusual de rèptil del Paleocè, car és dues vegades més gran que els campsosaures més grans del Cretaci; en la majoria de casos, els rèptils esdevingueren més petits després de l'extinció K-Pg. També s'hi han trobat altres rèptils com ara varànids, al·ligatòrids (Wannaganosuchus), serpents paleòfids, i la proto-tortuga mossegadora Protochelydra zangerli.
Entre les aus de Wannagan, hi ha un ibis, una au aquàtica no definida, i un proto-corriol. Entre els amfibis, hi ha la salamandra gegant Piceorpeton willwoodense i granotes. Els peixos inclouen Esox, batoïdeus d'aigua dolça, lepisosteids, o Amia. També s'hi ha trobat l'anisòpter Gomphaeschna schrankii i efemeròpters.